# Абзаково (Баймацький район)
Абза́ково (рос. Абзаково, башк. Абҙаҡ) — присілок у складі Баймацького району Башкортостану, Росія. Входить до складу Мукасовської сільської ради.
Населення — 144 особи (2010; 146 в 2002).
Національний склад:
- башкири — 100%